# 3. ŽNL Vukovarsko-srijemska NS Vinkovci 2014./15.
Prvenstvo se igralo dvokružno. Prvenstvo je osvojio NK Đezelem Korođ i time se plasirao u viši rang (2. ŽNL Vukovarsko-srijemsku NS Vinkovci).

## Tablica
| Mj. | Klub                     | Sus. | Pobj. | Nerj. | Por. | GR.   | Bod. |
| --- | ------------------------ | ---- | ----- | ----- | ---- | ----- | ---- |
| 1.  | NK Đezelem Korođ         | 16   | 11    | 2     | 3    | 57:19 | 35   |
| 2.  | NK Zrinski Tordinci      | 16   | 9     | 4     | 3    | 57:33 | 31   |
| 3.  | NK Sremac Markušica      | 16   | 8     | 4     | 4    | 43:31 | 28   |
| 4.  | NK Obilić Ostrovo        | 16   | 8     | 2     | 6    | 38:30 | 26   |
| 5.  | NK Marinci               | 16   | 6     | 3     | 7    | 27:30 | 21   |
| 6.  | NK Polet Donje Novo Selo | 16   | 5     | 3     | 8    | 21:41 | 18   |
| 7.  | NK Čelik Gaboš           | 16   | 5     | 2     | 9    | 40:68 | 17   |
| 8.  | NK Podgrađe              | 16   | 3     | 6     | 7    | 27:42 | 15   |
| 9.  | NK Hajduk Mirko Mirkovci | 16   | 2     | 4     | 10   | 29:45 | 10   |

## Rezultati
| NK Podgrađe - NK Zrinski Tordinci 0:4 NK Polet Donje Novo Selo - NK Sremac Markušica 2:1 NK Obilić Ostrovo - NK Čelik Gaboš 0:4 NK Hajduk Mirko Mirkovci - NK Marinci 0:1 NK Đezelem Korođ slobodan | NK Đezelem Korođ - NK Hajduk Mirko Mirkovci 5:0 NK Marinci - NK Obilić Ostrovo 1:2 NK Čelik Gaboš - NK Polet Donje Novo Selo 6:3 NK Sremac Markušica - NK Podgrađe 3:2 NK Zrinski Tordinci slobodan | NK Obilić Ostrovo - NK Đezelem Korođ 2:1 NK Polet Donje Novo Selo - NK Marinci 0:1 NK Podgrađe - NK Čelik Gaboš 5:5 NK Zrinski Tordinci - NK Sremac Markušica 5:2 NK Hajduk Mirko Mirkovci slobodan |
| NK Đezelem Korođ - NK Polet Donje Novo Selo 6:0 NK Hajduk Mirko Mirkovci - NK Obilić Ostrovo 1:3 NK Marinci - NK Podgrađe 4:0 NK Čelik Gaboš - NK Zrinski Tordinci 1:8 NK Sremac Markušica slobodan | NK Podgrađe - NK Đezelem Korođ 0:4 NK Polet Donje Novo Selo - NK Hajduk Mirko Mirkovci 2:0 NK Zrinski Tordinci - NK Marinci 3:0 NK Sremac Markušica - NK Čelik Gaboš 9:4 NK Obilić Ostrovo slobodan | NK Đezelem Korođ - NK Zrinski Tordinci 6:0 NK Hajduk Mirko Mirkovci - NK Podgrađe 5:2 NK Obilić Ostrovo - NK Polet Donje Novo Selo 0:1 NK Marinci - NK Sremac Markušica 2:1 NK Čelik Gaboš slobodan |
| NK Sremac Markušica - NK Đezelem Korođ 3:2 NK Zrinski Tordinci - NK Hajduk Mirko Mirkovci 4:2 NK Podgrađe - NK Obilić Ostrovo 4:3 NK Čelik Gaboš - NK Marinci 3:2 NK Polet Donje Novo Selo slobodan | NK Đezelem Korođ - NK Čelik Gaboš 7:0 NK Hajduk Mirko Mirkovci - NK Sremac Markušica 1:1 NK Obilić Ostrovo - NK Zrinski Tordinci 7:2 NK Polet Donje Novo Selo - NK Podgrađe 3:2 NK Marinci slobodan | NK Marinci - NK Đezelem Korođ 2:2 NK Čelik Gaboš - NK Hajduk Mirko Mirkovci 4:2 NK Sremac Markušica - NK Obilić Ostrovo 0:0 NK Zrinski Tordinci - NK Polet Donje Novo Selo 1:1 NK Podgrađe slobodan |
| NK Zrinski Tordinci - NK Podgrađe 4:0 NK Sremac Markušica - NK Polet Donje Novo Selo 2:0 NK Čelik Gaboš - NK Obilić Ostrovo 1:6 NK Marinci - NK Hajduk Mirko Mirkovci 1:1 NK Đezelem Korođ slobodan | NK Hajduk Mirko Mirkovci - NK Đezelem Korođ 1:4 NK Obilić Ostrovo - NK Marinci 3:4 NK Polet Donje Novo Selo - NK Čelik Gaboš 3:1 NK Podgrađe - NK Sremac Markušica 1:1 NK Zrinski Tordinci slobodan | NK Đezelem Korođ - NK Obilić Ostrovo 3:0 NK Marinci - NK Polet Donje Novo Selo 2:2 NK Čelik Gaboš - NK Podgrađe 3:3 NK Sremac Markušica - NK Zrinski Tordinci 3:3 NK Hajduk Mirko Mirkovci slobodan |
| NK Polet Donje Novo Selo - NK Đezelem Korođ 0:4 NK Obilić Ostrovo - NK Hajduk Mirko Mirkovci 3:2 NK Podgrađe - NK Marinci 2:0 NK Zrinski Tordinci - NK Čelik Gaboš 8:0 NK Sremac Markušica slobodan | NK Đezelem Korođ - NK Podgrađe 0:0 NK Hajduk Mirko Mirkovci - NK Polet Donje Novo Selo 4:0 NK Marinci - NK Zrinski Tordinci 2:3 NK Čelik Gaboš - NK Sremac Markušica 0:2 NK Obilić Ostrovo slobodan | NK Zrinski Tordinci - NK Đezelem Korođ 1:2 NK Podgrađe - NK Hajduk Mirko Mirkovci 2:2 NK Polet Donje Novo Selo - NK Obilić Ostrovo 0:4 NK Sremac Markušica - NK Marinci 3:0 NK Čelik Gaboš slobodan |
| NK Đezelem Korođ - NK Sremac Markušica 2:4 NK Hajduk Mirko Mirkovci - NK Zrinski Tordinci 3:3 NK Obilić Ostrovo - NK Podgrađe 0:0 NK Marinci - NK Čelik Gaboš 3:1 NK Polet Donje Novo Selo slobodan | NK Čelik Gaboš - NK Đezelem Korođ 4:5 NK Sremac Markušica - NK Hajduk Mirko Mirkovci 7:3 NK Zrinski Tordinci - NK Obilić Ostrovo 5:1 NK Podgrađe - NK Polet Donje Novo Selo 4:1 NK Marinci slobodan | NK Đezelem Korođ - NK Marinci 4:2 NK Hajduk Mirko Mirkovci - NK Čelik Gaboš 2:3 NK Obilić Ostrovo - NK Sremac Markušica 4:1 NK Polet Donje Novo Selo - NK Zrinski Tordinci 3:3 NK Podgrađe slobodan |